# رومي كاساهارا
رومي كاساهارا (باليابانية: 笠原 留美) مواليد 3 مارس 1970، هي مؤدية أصوات يابانية.

## أعمالها

### مسلسلات أنمي
- الخيميائي الفولاذي
- ون بيس
- اندماج الديجيمون

### أوفا أنمي
- يوميات ساكورا - ميكو يوتسوبا.

## وصلات خارجية
- رومي كاساهارا على موقع IMDb (الإنجليزية)
- رومي كاساهارا على موقع ميوزك برينز (الإنجليزية)
- رومي كاساهارا على موقع قاعدة بيانات الفيلم (الإنجليزية)
- رومي كاساهارا على موقع ANN person (الإنجليزية)